# Ulrika Toft Hansen
Ulrika Maria Toft Hansen, ogift Ågren, född 13 juli 1987 i Bankeryds församling, är en svensk tidigare handbollsspelare (mittsexa).

## Klubbkarriär
Toft Hansen, då Ulrika Ågren, inledde handbollskarriären i IFK Bankeryd. Hon spelade sedan för IF Hallby under fyra säsonger innan hon säsongen 2006/2007 debuterade i högsta serien, elitserien, för Göteborgsklubben BK Heid. Hon spelade för Heid i två säsonger innan hon 2008 anslöt till IK Sävehof. Hennes två år i Sävehof gav henne två SM-guld men ibland fick hon lite speltid i klubben. 2010 valde hon att bli proffs i danska klubben Team Esbjerg. Hon gjorde succé i danska ligan och valdes till ligans bästa mittsexa av spelarna i ligan. I två år blev hon uttagen i all star team i danska ligan. Hon stannade i två år innan hon fortsatte i Randers HK som då var regerande danska mästare. Sejouren där blev dock kort och redan 2013 lämnade hon för tyska Bundesligalaget Buxtehuder SV, där hon spelade tre år då maken också spelade i HSV Hamburg. 2016 återvände hon till danska Esbjerg och spelade i två år där. Hon gjorde uppehåll för att föda sitt andra barn sommaren 2018. 2019 fortsatte hon karriären i franska Paris 92 då maken värvats till Paris Saint-Germain. 2020 valde hon att avluta sin karriär efter den, på grund av utbrottet av covid-19-pandemin, avbrutna säsongen 2020.

## Landslagskarriär
År 2011 debuterade hon i Sveriges landslag, i en träningslandskamp mot Kroatien. Toft Hansen spelade sedan fem mästerskapsturneringar för Sverige: VM 2011, OS 2012, EM 2012, EM 2014 och slutligen VM 2017. Främsta meriten blev EM-bronset 2014 men avslutningsturneringen i VM 2017 gjorde hon en mycket bra turnering som också kom att bli hennes avslut i landslaget. Efter 2014 födde hon barn och var borta från landslaget till 2017. Sista landskampen blev bronsmatchen i VM 2017 som Sverige förlorade mot Nederländerna. Hon spelade 89 landskamper och gjorde 140 mål i landslaget.

## Privat
Ulrika Toft Hansen är gift med den danske handbollsspelaren Henrik Toft Hansen. De har två barn födda 2015 och 2018.

## Meriter
- Två SM-guld (2009 och 2010) med IK Sävehof
- EM-brons 2014 i Kroatien och Ungern